# Supercopa de Chile 2013
La Supercopa de Chile 2013, también conocida como Supercopa Chilena 2013, fue la 1.ª edición de la competición futbolística disputada entre los campeones de la Primera División de Chile y de la Copa Chile, correspondiente a la temporada 2013-2014. Se jugó el 10 de julio de 2013.
Su organización estuvo a cargo de la Asociación Nacional de Fútbol Profesional de Chile (ANFP) y contó con la participación de dos equipos: el campeón de la Copa Chile 2012-13, Universidad de Chile, y el campeón del Torneo Transición 2013, Unión Española. La competición se disputó en partido único, en el Estadio Regional Calvo y Bascuñán de Antofagasta, sede que la ANFP determinó por sorteo.
Se jugó el 10 de julio de 2013, donde el triunfo fue para Unión Española, tras vencer por 2-0 a Universidad de Chile, convirtiéndose en los primeros campeones de la Supercopa de Chile. Además, ese resultado provocó la salida del argentino Darío Franco, como entrenador del equipo azul. También era la primera vez, que se transmitía el certamen por televisión, en este caso por CDF.

## Reglamento de juego
La competición consistió en un único partido, jugado en cancha neutral, a disputarse en dos tiempos de 45 minutos, esto es, un tiempo reglamentario de 90 minutos en total.

### Criterios de desempate
Si ambos equipos terminaban empatados en goles, el partido se definía mediante tiros desde el punto penal.

## Equipos participantes

### Información de los clubes
El primer equipo clasificado fue Universidad de Chile, que se consagró campeón de la Copa Chile 2012-13 tras vencer en la final a Universidad Católica, por un marcador de 2-1. El segundo equipo clasificado fue el campeón del Torneo Transición 2013, Unión Española, que superó también a Universidad Católica, ya que, pese a igualar en puntaje en la tabla de posiciones, obtuvo una mayor diferencia de goles.
| Equipo               | Entrenador       | Ciudad            | Estadio                   | Capacidad | Vía de clasificación               |
| -------------------- | ---------------- | ----------------- | ------------------------- | --------- | ---------------------------------- |
| Unión Española       | José Luis Sierra | Santiago de Chile | Estadio Santa Laura       | 22.000    | Campeón del Torneo Transición 2013 |
| Universidad de Chile | Darío Franco     | Santiago de Chile | Estadio Nacional de Chile | 47.000    | Campeón de la Copa Chile 2012-13   |

## Desarrollo
| 13    | POR   | Diego Sánchez        |     |
| 18    | DEF   | Dagoberto Currimilla |     |
| 17    | DEF   | Jorge Ampuero        |     |
| 3     | DEF   | Matias Navarrete     |     |
| 20    | DEF   | Sebastián Miranda    |     |
| 5     | MED   | Diego Scotti         |     |
| 4     | MED   | Gonzalo Villagra     |     |
| 22    | MED   | Matías Abelairas     | 77' |
| 23    | DEL   | Sebastián Jaime      |     |
| 19    | DEL   | Gustavo Canales      |     |
| 11    | DEL   | Francisco Castro     |     |
| D. T. | D. T. | José Luis Sierra     |     |

| 25    | POR   | Johnny Herrera     |     |
| 33    | DEF   | Rodrigo Moya       |     |
| 3     | DEF   | Juan Ignacio Sills |     |
| 4     | DEF   | Osvaldo González   |     |
| 15    | DEF   | Roberto Cereceda   |     |
| 20    | MED   | Charles Aránguiz   |     |
| 8     | MED   | Rodrigo Rojas      |     |
| 22    | MED   | Gustavo Lorenzetti | 76' |
| 30    | DEL   | Juan Ignacio Duma  | 46' |
| 17    | DEL   | Isaac Díaz         |     |
| 7     | DEL   | César Cortés       | 82' |
| D. T. | D. T. | Darío Franco       |     |

| 10 | Centrocampista | Óscar Hernández | 77' |

| 11 | Centrocampista | Luciano Civelli | 46' |
| 10 | Centrocampista | Ramón Fernández | 76' |
| 21 | Centrocampista | Bryan Cortés    | 82' |

| 35' · 90' | Gustavo Canales Óscar Hernández | 1:0 2:0 |

| 41' · 81' | Matías Abelairas Gonzalo Villagra |

| 32' · 48' · 79' · 89' · 90+2' | Juan Ignacio Sills Rodrigo Rojas Johnny Herrera Bryan Cortés Rodrigo Moya |

| 71' | Gustavo Canales |

| 72' | Osvaldo González |

| Principal  | Enrique Osses     |
| Asistentes | Carlos Astroza    |
|            | Francisco Mondría |
| Cuarto     | Roberto Tobar     |

|  |                   |    |    |
|  | Tiros a puerta    | 6  | 4  |
|  | Faltas            | 12 | 15 |
|  | Saques de esquina | 4  | 3  |
|  | Penaltis          | 1  | 0  |
|  | Fueras de juego   | 3  | 1  |

| 13    | POR   | Diego Sánchez        |     |
| 18    | DEF   | Dagoberto Currimilla |     |
| 17    | DEF   | Jorge Ampuero        |     |
| 3     | DEF   | Matias Navarrete     |     |
| 20    | DEF   | Sebastián Miranda    |     |
| 5     | MED   | Diego Scotti         |     |
| 4     | MED   | Gonzalo Villagra     |     |
| 22    | MED   | Matías Abelairas     | 77' |
| 23    | DEL   | Sebastián Jaime      |     |
| 19    | DEL   | Gustavo Canales      |     |
| 11    | DEL   | Francisco Castro     |     |
| D. T. | D. T. | José Luis Sierra     |     |

| 25    | POR   | Johnny Herrera     |     |
| 33    | DEF   | Rodrigo Moya       |     |
| 3     | DEF   | Juan Ignacio Sills |     |
| 4     | DEF   | Osvaldo González   |     |
| 15    | DEF   | Roberto Cereceda   |     |
| 20    | MED   | Charles Aránguiz   |     |
| 8     | MED   | Rodrigo Rojas      |     |
| 22    | MED   | Gustavo Lorenzetti | 76' |
| 30    | DEL   | Juan Ignacio Duma  | 46' |
| 17    | DEL   | Isaac Díaz         |     |
| 7     | DEL   | César Cortés       | 82' |
| D. T. | D. T. | Darío Franco       |     |

| 10 | Centrocampista | Óscar Hernández | 77' |

| 11 | Centrocampista | Luciano Civelli | 46' |
| 10 | Centrocampista | Ramón Fernández | 76' |
| 21 | Centrocampista | Bryan Cortés    | 82' |

| 35' · 90' | Gustavo Canales Óscar Hernández | 1:0 2:0 |

| 41' · 81' | Matías Abelairas Gonzalo Villagra |

| 32' · 48' · 79' · 89' · 90+2' | Juan Ignacio Sills Rodrigo Rojas Johnny Herrera Bryan Cortés Rodrigo Moya |

| 71' | Gustavo Canales |

| 72' | Osvaldo González |

| Principal  | Enrique Osses     |
| Asistentes | Carlos Astroza    |
|            | Francisco Mondría |
| Cuarto     | Roberto Tobar     |

|  |                   |    |    |
|  | Tiros a puerta    | 6  | 4  |
|  | Faltas            | 12 | 15 |
|  | Saques de esquina | 4  | 3  |
|  | Penaltis          | 1  | 0  |
|  | Fueras de juego   | 3  | 1  |

| 13    | POR   | Diego Sánchez        |     |
| 18    | DEF   | Dagoberto Currimilla |     |
| 17    | DEF   | Jorge Ampuero        |     |
| 3     | DEF   | Matias Navarrete     |     |
| 20    | DEF   | Sebastián Miranda    |     |
| 5     | MED   | Diego Scotti         |     |
| 4     | MED   | Gonzalo Villagra     |     |
| 22    | MED   | Matías Abelairas     | 77' |
| 23    | DEL   | Sebastián Jaime      |     |
| 19    | DEL   | Gustavo Canales      |     |
| 11    | DEL   | Francisco Castro     |     |
| D. T. | D. T. | José Luis Sierra     |     |

| 25    | POR   | Johnny Herrera     |     |
| 33    | DEF   | Rodrigo Moya       |     |
| 3     | DEF   | Juan Ignacio Sills |     |
| 4     | DEF   | Osvaldo González   |     |
| 15    | DEF   | Roberto Cereceda   |     |
| 20    | MED   | Charles Aránguiz   |     |
| 8     | MED   | Rodrigo Rojas      |     |
| 22    | MED   | Gustavo Lorenzetti | 76' |
| 30    | DEL   | Juan Ignacio Duma  | 46' |
| 17    | DEL   | Isaac Díaz         |     |
| 7     | DEL   | César Cortés       | 82' |
| D. T. | D. T. | Darío Franco       |     |

| 10 | Centrocampista | Óscar Hernández | 77' |

| 11 | Centrocampista | Luciano Civelli | 46' |
| 10 | Centrocampista | Ramón Fernández | 76' |
| 21 | Centrocampista | Bryan Cortés    | 82' |

| 35' · 90' | Gustavo Canales Óscar Hernández | 1:0 2:0 |

| 41' · 81' | Matías Abelairas Gonzalo Villagra |

| 32' · 48' · 79' · 89' · 90+2' | Juan Ignacio Sills Rodrigo Rojas Johnny Herrera Bryan Cortés Rodrigo Moya |

| 71' | Gustavo Canales |

| 72' | Osvaldo González |

| Principal  | Enrique Osses     |
| Asistentes | Carlos Astroza    |
|            | Francisco Mondría |
| Cuarto     | Roberto Tobar     |

|  |                   |    |    |
|  | Tiros a puerta    | 6  | 4  |
|  | Faltas            | 12 | 15 |
|  | Saques de esquina | 4  | 3  |
|  | Penaltis          | 1  | 0  |
|  | Fueras de juego   | 3  | 1  |

| 13    | POR   | Diego Sánchez        |     |
| 18    | DEF   | Dagoberto Currimilla |     |
| 17    | DEF   | Jorge Ampuero        |     |
| 3     | DEF   | Matias Navarrete     |     |
| 20    | DEF   | Sebastián Miranda    |     |
| 5     | MED   | Diego Scotti         |     |
| 4     | MED   | Gonzalo Villagra     |     |
| 22    | MED   | Matías Abelairas     | 77' |
| 23    | DEL   | Sebastián Jaime      |     |
| 19    | DEL   | Gustavo Canales      |     |
| 11    | DEL   | Francisco Castro     |     |
| D. T. | D. T. | José Luis Sierra     |     |

| 25    | POR   | Johnny Herrera     |     |
| 33    | DEF   | Rodrigo Moya       |     |
| 3     | DEF   | Juan Ignacio Sills |     |
| 4     | DEF   | Osvaldo González   |     |
| 15    | DEF   | Roberto Cereceda   |     |
| 20    | MED   | Charles Aránguiz   |     |
| 8     | MED   | Rodrigo Rojas      |     |
| 22    | MED   | Gustavo Lorenzetti | 76' |
| 30    | DEL   | Juan Ignacio Duma  | 46' |
| 17    | DEL   | Isaac Díaz         |     |
| 7     | DEL   | César Cortés       | 82' |
| D. T. | D. T. | Darío Franco       |     |

| 10 | Centrocampista | Óscar Hernández | 77' |

| 11 | Centrocampista | Luciano Civelli | 46' |
| 10 | Centrocampista | Ramón Fernández | 76' |
| 21 | Centrocampista | Bryan Cortés    | 82' |

| 35' · 90' | Gustavo Canales Óscar Hernández | 1:0 2:0 |

| 41' · 81' | Matías Abelairas Gonzalo Villagra |

| 32' · 48' · 79' · 89' · 90+2' | Juan Ignacio Sills Rodrigo Rojas Johnny Herrera Bryan Cortés Rodrigo Moya |

| 71' | Gustavo Canales |

| 72' | Osvaldo González |

| Principal  | Enrique Osses     |
| Asistentes | Carlos Astroza    |
|            | Francisco Mondría |
| Cuarto     | Roberto Tobar     |

|  |                   |    |    |
|  | Tiros a puerta    | 6  | 4  |
|  | Faltas            | 12 | 15 |
|  | Saques de esquina | 4  | 3  |
|  | Penaltis          | 1  | 0  |
|  | Fueras de juego   | 3  | 1  |

## Campeón
|                        |
| Campeón Unión Española |
| 1.° título             |
|                        |